# Rhinophantia fatua
Rhinophantia fatua är en insektsart som beskrevs av Melichar 1904. Rhinophantia fatua ingår i släktet Rhinophantia och familjen Flatidae. Inga underarter finns listade i Catalogue of Life.